# Brita Carlsdotter Rudolphi
Brita Carlsdotter Rudolphi, född 31 december 1812, eller 2 januari 1813, i Sunnansjö i Delsbo socken i Hälsingland, död där 20 maj 1887, var en svensk konsthantverkare. Hon utpekas som upphovsmakaren till den typ av broderier som anses typiska för Delsbo socken.
Den textila allmogekonsten i äldre tid är oftast anonym och dess konstnärer okända, men ett litet antal av dem är kända från 1800-talet genom muntlig tradition. Bland dem fanns pigan Elna Jonsdotter, Brita-Kajsa Karlsdotter och Anna Göransdotter. 
Brita Carlsdotter Rudolphi var dotter till bonden och nämndemannen Carl Gustaf Rudolphi, gifte sig 8 oktober 1845 med torparen Per Johansson från Västertolbo och blev änka 1853. Under sin tid som ogift, och därefter som änka med fyra barn att försörja, broderade hon rokokomönster på prydnadstextilier med röd tråd på vita sängkläder som örngott och hänglakan. Hon ritade egna mönster och lärde sina döttrar att brodera för sin försörjning.